# ألبرت كيد
ألبرت كيد (بالإنجليزية: Albert Kidd)‏ (19 أكتوبر 1961 في المملكة المتحدة - ) هو لاعب كرة قدم بريطاني في مركز الهجوم. لعب مع نادي بريتشين سيتي ونادي دندي ونادي فالكيرك ونادي ماذرويل ووست أديلايد ‏ ونادي اربوراث.